# قائمة رؤساء دومينيكا
رئيس دومينيكا هو رأس الدولة بموجب دستور عام 1978. الرئيس الحالي هو تشارلز سافارين، منذ 2 أكتوبر 2013.

## رؤساء دومينيكا (1978 حتى الآن)

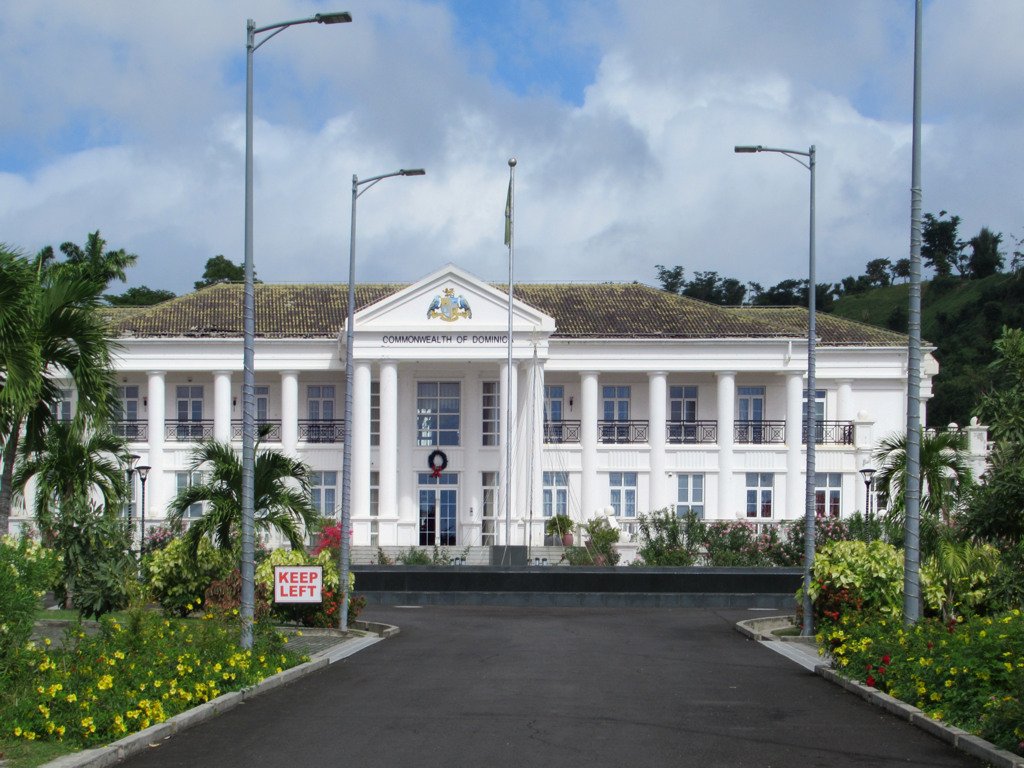
مقر الحكومة في روسو، مقر إقامة رئيس دومينيكا

| الرقم | الصورة | الإسم (الميلاد-الوفاة)        | المنصب         | المنصب         | المنصب            | الحزب السياسي          |
| الرقم | الصورة | الإسم (الميلاد-الوفاة)        | بدأ المنصب     | نهاية المنصب   | الوقت في المنصب   | الحزب السياسي          |
| ----- | ------ | ----------------------------- | -------------- | -------------- | ----------------- | ---------------------- |
| —     |        | لويس كولز-لارتيج (1905–1993)  | 3 نوفمبر 1978  | 16 يناير 1979  | 74 أيام           | مستقل                  |
| 1     |        | فريد ديغازون (1913–2008)      | 16 يناير 1979  | 29 يناير 1980  | 1 سنة و13 أيام    | مستقل                  |
| —     |        | لويس كولز-لارتيج (1905–1993)  | 15 يونيو 1979  | 16 يونيو 1979  | 1 يوم             | مستقل                  |
| —     |        | جينر بي ام ارمور (1932–2001)  | 21 يونيو 1979  | 25 فبراير 1980 | 249 أيام          | مستقل                  |
| 2     |        | أوريليوس ماري (1904–1995)     | 25 فبراير 1980 | 19 ديسمبر 1983 | 3 سنوات و297 أيام | مستقل                  |
| 3     |        | كلارنس سينوريت (1919–2002)    | 19 ديسمبر 1983 | 25 أكتوبر 1993 | 9 سنوات و310 أيام | حزب العمال الدومينيكي ‏ |
| 4     |        | كريسبين سورهايندو (1931–2010) | 25 أكتوبر 1993 | 5 أكتوبر 1998  | 4 سنوات و345 أيام | حزب حرية دومينيكا      |
| 5     |        | فيرنون شو (1930–2013)         | 6 أكتوبر 1998  | 1 أكتوبر 2003  | 4 سنوات و360 أيام | حزب العمال المتحد      |
| 6     |        | نيكولاس ليفربول (1934–2015)   | 1 أكتوبر 2003  | 17 سبتمبر 2012 | 8 سنوات و352 أيام | مستقل                  |
| 7     |        | إليود ويليامز (1948–)         | 17 سبتمبر 2012 | 2 أكتوبر 2013  | 1 سنة و15 أيام    | حزب العمال الدومينيكي ‏ |
| 8     |        | شارل سافاران (1943–)          | 2 أكتوبر 2013  | 2 أكتوبر 2023  | 10 سنوات و0 أيام  | حزب العمال الدومينيكي ‏ |
| 9     |        | Sylvanie Burton (مواليد 1965) | 2 أكتوبر 2023  | في المنصب      | 1 سنة و170 أيام   | حزب العمال الدومينيكي ‏ |

## ملحوظات
1. ↑  غادر دومينيكا في 11 يونيو 1979.
2. ↑   بالنيابة عن ديغازون.
3. ↑  بالوكالة عن ديغازون حتى 29 يناير 1980.
4. ↑  السير كلارنس سينوريت من 25 أكتوبر 1985.

## روابط خارجية
- الموقع الرسمي لمكتب الرئيس ، كومنولث دومينيكا
- رجال دولة العالم - دومينيكا